# Lüko Holthuis
Lüko Holthuis (* 22. September 1968 in Kassel) ist ein ehemaliger deutscher Fußballspieler.

## Werdegang
Der rechte Verteidiger Holthuis begann seine Karriere bei der TSG Sandershausen und wechselte später zum KSV Hessen Kassel. Im Jahre 1989 rückte er in den Kader der ersten Mannschaft auf und gab am 16. August 1989 sein Debüt in der 2. Bundesliga beim 1:0-Sieg der Kasseler beim SV Darmstadt 98. Am Saisonende stieg der KSV Hessen nur aufgrund der schlechteren Tordifferenz gegenüber Darmstadt ab. Holthuis absolvierte zwölf Spiele, erzielte dabei ein Tor und wechselte zum westfälischen Oberligisten Arminia Bielefeld. Hier kam er nur zweimal zum Einsatz und kehrte im Sommer 1991 nach Kassel zurück. Holthuis schloss sich dem Bezirksligisten VfL Kassel an, bevor er nach einem Jahr zum KSV Hessen zurückkehrte und in dessen zweiter Mannschaft auflief. Im Jahre 1994 folgte dann der Wechsel zum TSV Heiligenrode, wo er acht Jahre später seine Karriere beendete.